# Sarang
Sarang – zespół akrobacyjny Sił powietrznych Indii sformowany w 2003 w jednostce szkolnej w Bengaluru.

## Historia

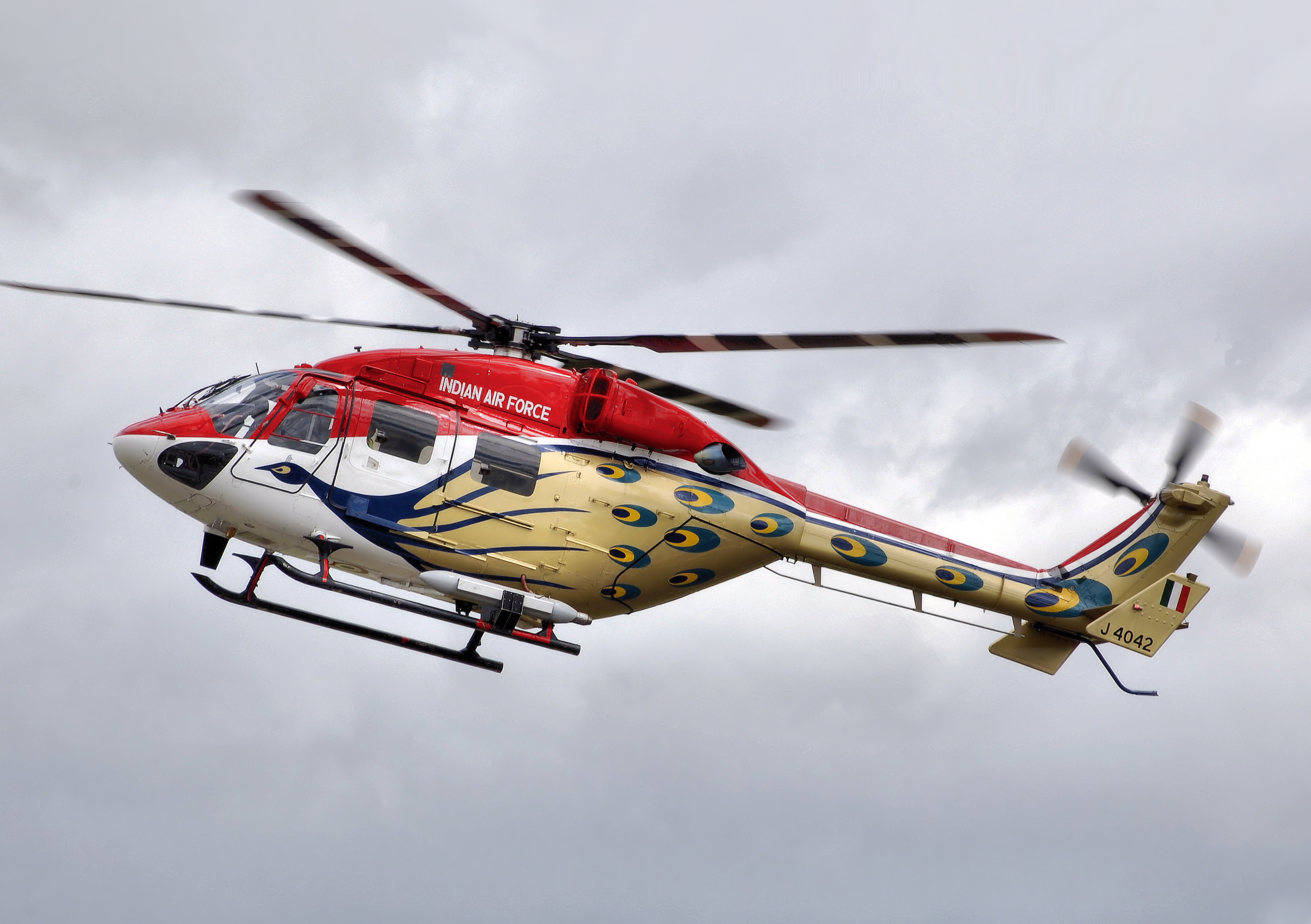
HAL Dhruv w barwach zespołu

Historia zespołu jest bardzo krótka. Grupa powstała w 2003, jednak kunszt pilotażu w bardzo krótkim czasie wyprowadził zespół na czołówkę światowej akrobacji lotniczej. Piloci prezentowali swoje umiejętności m.in. podczas Aero India w 2007 roku. W 2008 roku wystąpili w podczas Anglii podczas Royal International Air Tattoo oraz na targach w Berlinie.